# Gunnlöð

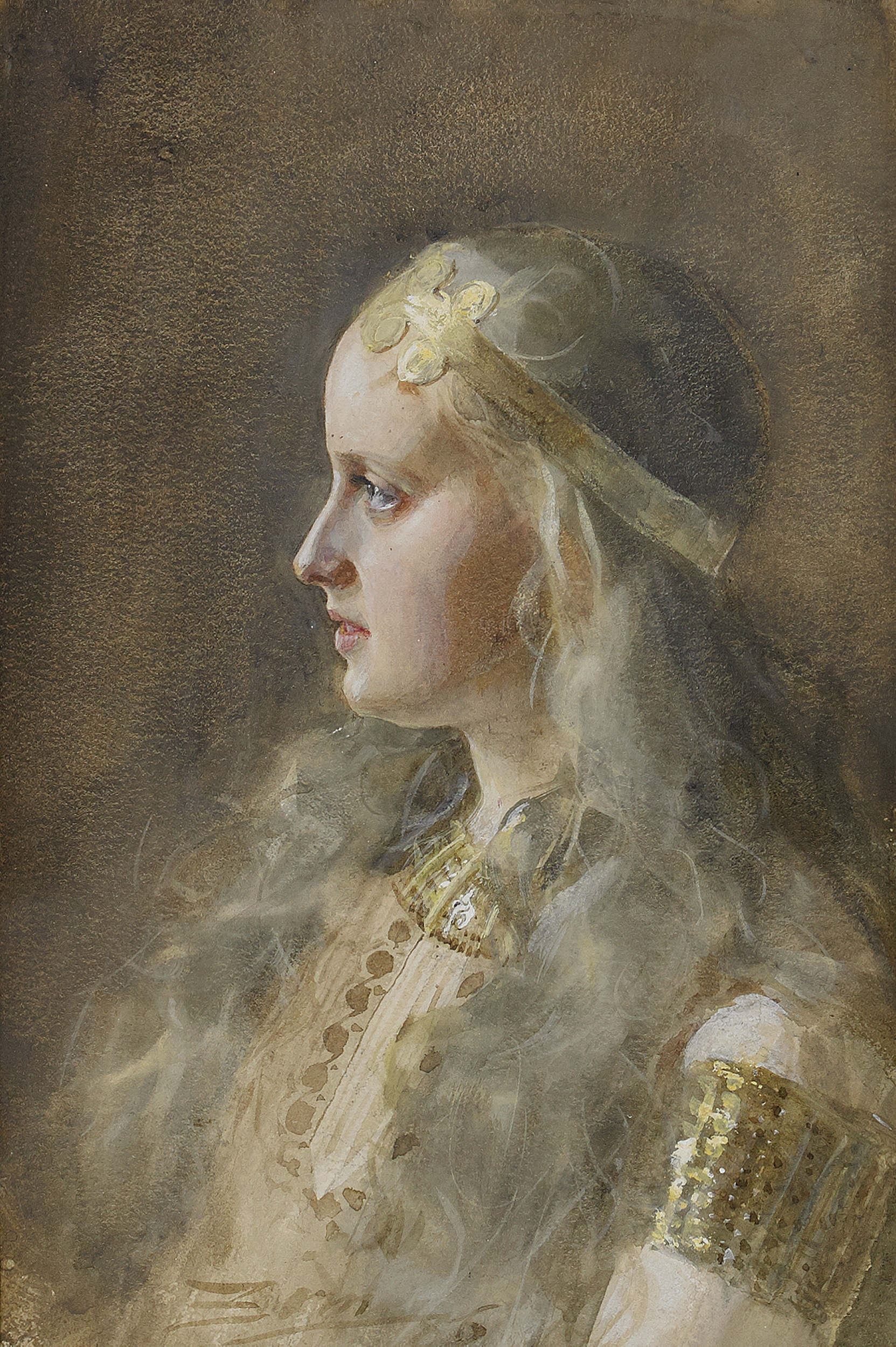
Anders Zorn, Gunnlöd (1886).

Nella mitologia norrena, Gunnlöð o Gunnlöd ("schiuma della battaglia" in norreno) è una gigantessa, o principessa degli Jǫtnar. È la figlia del gigante Suttungr ed era stata posta a guardia della montagna Hnitbjǫrg dove era nascosto l'idromele della poesia, che rende poeta chi lo beve, trafugato da Odino.

## Gunnlöð nella leggenda

### Edda in prosa
La seconda parte dell'Edda in prosa di Snorri Sturluson descrive come Suttungr ottenne l'idromele, nel racconto di Bragi a Ægir:
(Edda in prosa, Skáldskaparmál, st. 5e)
Il racconto prosegue con il furto dell'idromele della poesia da parte del dio Odino. Questi, sotto il nome di Bǫlverkr, sedusse Gunnlöð offrendole tre notti d'amore in cambio di tre sorsi del prezioso idromele; Odino invece bevve tutto l'idromele e scappò ad Ásgarðr dove offrì la preziosa bevanda agli altri dei:
(Edda in prosa, Skáldskaparmál, st. 6e)

### Edda poetica

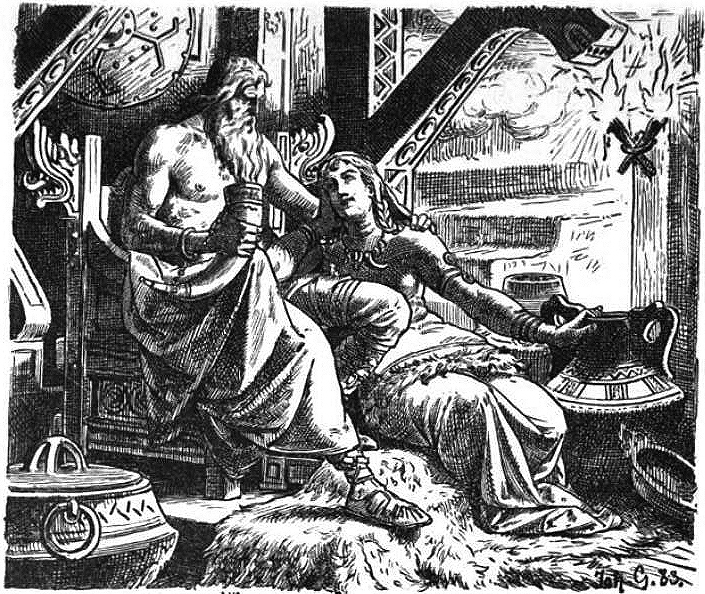
Johannes Gehrts, Odino con Gunnlöd (1901).

Nel poema Hávamál dell'Edda poetica Odino viene in possesso dell'idromele in maniera leggermente diversa:
(Edda poetica, Hávamál, st. 105)
Le ultime strofe sembrano indicare ancora più chiaramente che Gunnlǫð l'avesse aiutato volontariamente:
(Edda poetica, Hávamál, st. 108)